# Lintustensaaret
Lintustensaaret är en ö i Finland. Den ligger i sjön Vaskivesi och Visuvesi och i kommunen Ruovesi i den ekonomiska regionen  Övre Birkalands ekonomiska region  och landskapet Birkaland, i den sydvästra delen av landet, 220 km norr om huvudstaden Helsingfors. Öns area är 0,2 hektar och dess största längd är 80 meter i sydöst-nordvästlig riktning.  Notera att namnet antyder att det är fråga om flera öar.